# ابراهیم عرفات امزوار
ابراهیم عرفات امزوار (انگلیسی: Brahim Arafat Mezouar؛ زادهٔ ۱۸ دسامبر ۱۹۷۳) بازیکن فوتبال اهل الجزایر بود.
از باشگاه‌هایی که در آن بازی کرده‌است می‌توان به باشگاه فوتبال القبائل، باشگاه فوتبال شباب بلوزداد، و باشگاه فوتبال مولودیه وهران و باشگاه فرهنگی ورزشی دبی اشاره کرد.
وی همچنین در تیم ملی فوتبال الجزایر بازی کرده‌است.